# Gwendoline (film)
Pour les articles homonymes, voir Gwendoline.
Pour plus de détails, voir Fiche technique et Distribution.
Gwendoline intitulé en anglais The Perils of Gwendoline in the Land of the Yik Yak est un film franco-américain réalisé par Just Jaeckin, sorti en 1984. Ce long-métrage cultive à la fois plusieurs genres : érotique, d'aventure, fantastique et comédie.  Le scénario s'inspire en partie de la bande dessinée Adventures of Sweet Gwendoline de John Willie.

## Synopsis

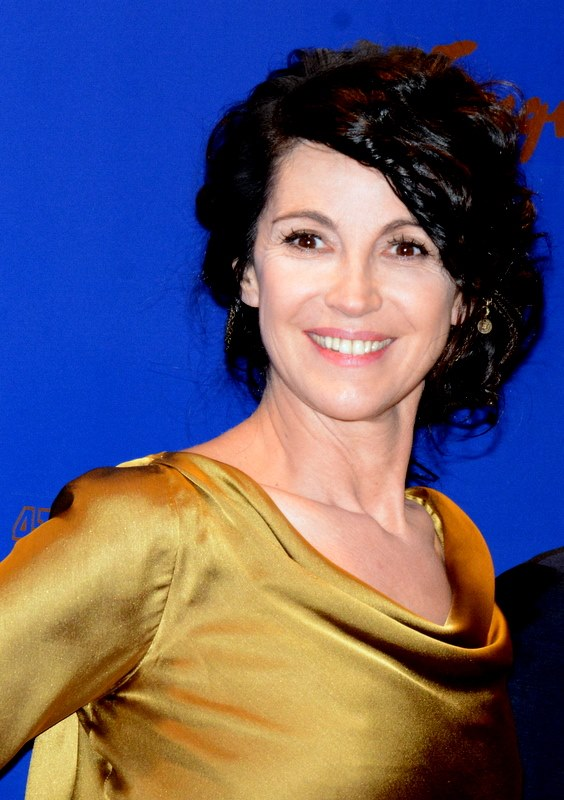
L'actrice Zabou (en 2016), autre actrice principale du film.

Gwendoline (Tawny Kitaen), accompagnée de sa demoiselle de compagnie (Zabou) et du mercenaire Willard (Brent Huff), part à l'aventure dans la jungle puis dans le désert afin de capturer un papillon recherché par son vieux père disparu lors de sa quête scientifique. Ils vont finir par trouver le royaume souterrain de Yik-Yak, une société essentiellement féminine dirigée par une reine (Bernadette Lafont) qui planifie de tuer Willard après son accouplement avec la championne d'un combat de gladiatrices. Mais D'Arcy, physicien au service de la reine et organisateur de ses jeux cherche à se venger de cette dernière...

## Fiche technique
- Titre français : Gwendoline
- Titre original : The Perils of Gwendoline in the Land of the Yik-Yak ou The Perils of Gwendoline in the lost, lost Land of the Yik-Yak
- Réalisation : Just Jaeckin, assisté d'Yves Amoureux, Jean-Claude Ventura, Serge Cukier et Jean-Pierre Chazelet
- Scénario : Just Jaeckin, Jean-Luc Voulfow (non crédité) d'après la bande dessinée Adventures of Sweet Gwendoline bondage de John Willie
- Dialogue : Just Jaeckin
- Musique : Pierre Bachelet, Bernard Levitte
- Enregistrement musique : Studio D'Aguesseau - Studio Boulogne Gilbert Courtois
- Photographie : André Domage
- Montage : Michèle Boëhm
- Son : René Levert et (Michèle Amsellem et Claude Villand)
- Décors : Françoise Deleu et André Guérin
- Maquillage : Reiko Kruk et Dominique Colladant
- Coiffeur : Isabelle Gamsohn
- Costumes : Danièle Flis
- Créateurs de costumes et de décors : Claude Renard et François Schuiten
- Caméra : Jean-Paul Meurisse
- Script : Sophie Thévenet
- Coordinateur des combats et des cascades : Daniel Vérité
- Cascadeurs : Lionel Vitrant, Roland Neunreuther, Daniel Perche, Nella Barbier, Sara Kingston et Cécile Pitel
- Coordinateur des effets spéciaux : Jacques Martin et Christian Bourqui
- Photographe de plateau : Juan Quirno et Georges Bosio
- Régisseur : Marcel Godot
- Producteur délégué : Jean-Claude Fleury et Serge Laski
- Directeur de production : Pierre Gauchet
- Société de production : Films de l'Alma, G. P. F. I. et Parafrance Films
- Pays de production :  France,  États-Unis
- Budget : estimé à 35 millions de francs[1] (soit environ 10,9 millions d'euros en 2022[2])
- Date de tournage : (?)
- Studios et auditorium : Paris-Studios-Cinéma (Studios de Billancourt)
- Durée : 105 minutes
- Année : 1984
- Genre : action, aventure, comédie, fantastique et érotique
- Dates de sortie :
  - France : 8 février 1984
  - États-Unis : 25 janvier 1985[3]

## Distribution
- Tawny Kitaen (Voix : Anne Rondeleux) : Gwendoline
- Brent Huff (Voix : Patrick Floersheim) : Willard
- Zabou Breitman (comme Zabou) : Beth
- Bernadette Lafont : la Reine
- Jean Rougerie : D'Arcy
- Roland Amstutz : policier M. Cattochet
- Stanley Kapoul : Kiop (indigène)
- Chen Chang Ching : (?)
- Vernon Dobtcheff : Shirko
- André Julien : Tom
- Takashi Kawahara : Mao
- Kristopher Kum : Yuki
- Loi Lam Duc : ? un homme de main de Yuki ?
- Maurice Lamy : l'homme qui combat Willard (petit homme)
- Jim Adhi Limas : un homme de main de Yuki
- Georges Lycan : un homme de main de Yuki
- Dominique Marcas : traducteur
- Roger Paschy : l'homme qui combat Willard (faux Bruce Lee)
- Hua Quach : (?)
- Patricia Attwood : (?)
- Marie-Françoise Aupecle : (?)
- Nathalie Belanger : (?)
- Catherine Bartoli : (?)
- Desirée Bergh : (?)
- Martine Blondeaux : (?)
- Cathy Brasseur : (?)
- Arline Burks Gant : (?)
- Aurelie Crasson : (?)
- Mathilde Chapelle : (?)
- Isabel Boncan Clemente : (?)
- Valérie Deschamps : (?)
- Marie-Laure De Beausacq : (?)
- Isabelle Chaudieu : (?)
- Joyce Davoren : (?)
- Catherine Drapier : (?)
- Caline De Chatellus : (?)
- Pascale Epry : (?)
- Laurence Fabre : (?)
- Maranha Fernandez : (?)
- Catherine Ferrare : (?)
- Luzia Fuji : (?)
- Christine Galard : (?)
- Christiane Gangloff : (?)
- Maryse Gauthier : (?)
- Yasmine Gerault : (?)
- Frédérique Givaudan : (?)
- Sylvie Hammouda : (?)
- Évelyne Henz : (?)
- Suthany Houl : (?)
- Nathalie Judelle : (?)
- Isabelle Labat : (?)
- Judy Larsen : (?)
- Chantal Lay : (?)
- Lynda Leftwitch : (?)
- Valérie Lefort : (?)
- Caroline Leloup : (?)
- Florence Lesgourgues : (?)
- Gaëlle Licot : (?)
- Cathy Massol : (?)
- Karin-Marie Mercier : (?)
- Nathalie Milhau : (?)
- Roxane Nouban : (?)
- Sylvie Oswaldt : (?)
- Alison Parsons : (?)
- Radjia Rajabaly : (?)
- Sylvie Ravat : (?)
- Paula Riollaci : (?)
- Emmanuelle Sallet : (?)
- Anne-France Saunier : (?)
- Françoise Seni : (?)
- Beatrice Serguieff : (?)
- Tedy Shaffer : (?)
- Weronika Tanaka : (?)
- Martha Vega : (?)
- Annemieke Verdoorn : (?)
- Joan Viskant : (?)
- Melissa Wai : (?)
- Cornélia Wilms : (?)
- Siri Wolland : (?)
- Tomoko Yokomitsu : (?)
- Just Jaeckin : un homme
- Larry Silva (en) : Taoto
- Daniel Vérité : villageois chinois
- Lionel Vitrant : villageois chinois

## Tournage
Il a été tourné pendant 18 semaines aux Philippines, au Maroc, aux Baux-de-Provence (Carrières de Lumières), dans les territoires d'outre-mer français et aux Studios de Billancourt. Dans les studios, il a fallu construire toute une ville souterraine, un casino à Macao, des quais de darse, une prison et autres.

## La musique du film
Deux des mélodies composées par Pierre Bachelet pour Gwendoline seront réutilisées plus tard par le compositeur lui-même pour la chanson En l'an 2001 en 1985 et Flo chantée en duo par Pierre Bachelet et Florence Arthaud en 1989.
Une variation de cette dernière mélodie sera utilisée par l'agence Jean & Montmarin  pour la campagne de publicités télévisées de la marque Herta.

## Autour du film
- Ce film librement inspiré de Adventures of Sweet Gwendoline, bandes dessinées fétichistes de John Willie ayant pour thème le ligotage (bondage) et ayant pour héroïne Gwendoline.

- Le dessinateur de BD François Schuiten a travaillé au design esthétique de ce film.

- À la sortie du film, un numéro hors-série de Starfix lui est consacré.
- Selon le public, le film est un mélange d'Indiana Jones et de Barbarella[4].
- L'intrigue du film se déroule à la fin des années 1930[5].
- Toute la ville souterraine a été filmée dans seulement deux salles de studio, qui ont été réarrangées après chaque scène.
- En 2006, le documentaire The Last Temptation of Just est sorti, qui décrit le tournage[6].